# Apiocephalus licheneus
Apiocephalus licheneus là một loài bọ cánh cứng trong họ Cerambycidae.